# Todis Lido di Ostia Futsal 2020-2021
La voce raccoglie i dati riguardanti il Todis Lido di Ostia Futsal, squadra di calcio a 5 militante in serie A, nelle competizioni ufficiali del 2020-2021.

## Trasferimenti

### Sessione estiva
| Matteo Esposito  | Real Rieti |
| Francesco Barra  |            |
| Fábio Poletto    | Mantova    |
| Tiziano Chilelli | Cioli AV   |

| Matteo Esposito | Real Rieti, fine prestito |
| Kevin Rengifo   | Magic Crati               |
| Paulinho        | Pescara                   |

### Sessione invernale
| Gedson          | svincolato    |
| Simone De Bella | Grande Impero |
| Gabriel Pazetti | Roma          |

| Federico Scalambretti | Aurelia Nordovest |
| Valerio Lutta         | Aurelia Nordovest |
| Simone De Bella       | Grande Impero     |
| Tiziano Chilelli      | FF Napoli         |

## Prima squadra
| N° | Naz.                   | Ruolo | Sportivo              | Anno       |  |  |
| -- | ---------------------- | ----- | --------------------- | ---------- |  |  |
| 1  | Italia (bandiera)      | POR   | Cristian Cerulli      | 26.06.1998 |  |  |
| 3  | Italia (bandiera)      | LAT   | Matteo Esposito       | 24.09.1994 |  |  |
| 4  | Italia (bandiera)      | DIF   | Daniele Gattarelli    | 16.08.1991 |  |  |
| 5  | Italia (bandiera)      | LAT   | Francesco Barra       | 05.05.1997 |  |  |
| 6  | Italia (bandiera)      | LAT   | Gabriel Pazetti       | 22.01.2002 |  |  |
| 8  | Italia (bandiera)      | LAT   | Simone De Bella       | 25.10.1974 |  |  |
| 8  | Brasile (bandiera)     | LAT   | Gedson                | 05.12.1991 |  |  |
| 10 | Italia (bandiera)      | LAT   | Christopher Cutrupi   | 19.04.1993 |  |  |
| 11 | Italia (bandiera)      | LAT   | Gabriel Motta         | 16.08.1999 |  |  |
| 14 | Brasile (bandiera)     | LAT   | Raul Rocha            | 26.01.1996 |  |  |
| 16 | Italia (bandiera)      | DIF   | Federico Scalambretti | 29.01.1994 |  |  |
| 21 | Italia (bandiera)      | PIV   | Federico Barra        | 01.03.1994 |  |  |
| 25 | Italia (bandiera)      | POR   | Edoardo Di Ponto      | 28.05.1994 |  |  |
| 26 | Italia (bandiera)      | PIV   | Tiziano Chilelli      | 28.06.1994 |  |  |
| 44 | Italia (bandiera)      | LAT   | Valerio Lutta         | 12.06.1991 |  |  |
| 89 | Azerbaigian (bandiera) | PIV   | Fábio Poletto         | 13.02.1989 |  |  |

## Under-19
| N° | Naz.              | Ruolo | Sportivo          | Anno       |  |  |
| -- | ----------------- | ----- | ----------------- | ---------- |  |  |
| 12 | Italia (bandiera) | POR   | Alessio Colasanti | 20.10.2004 |  |  |
| 16 | Italia (bandiera) | LAT   | Diego Regini      | 10.05.2003 |  |  |